# Parastenella bayeri
Parastenella bayeri is een zachte koraalsoort uit de familie Primnoidae. De koraalsoort komt uit het geslacht Parastenella. Parastenella bayeri werd in 2010 voor het eerst wetenschappelijk beschreven door Cairns. 